# 오쿠마 겐타
오쿠마 겐타(일본어: 大熊 健太, 1997년 6월 14일~)는 일본의 축구 선수이다.

## 구단 경력
그는 2020년 일본 풋볼 리그의 테게바자로 미야자키에 입단했다. 2020년 일본 풋볼 리그 준우승으로 J3리그로 승격했다.